# Deuteraphorura ghidinii
Deuteraphorura ghidinii is een springstaartensoort uit de familie van de Onychiuridae. De wetenschappelijke naam van de soort is voor het eerst geldig gepubliceerd in 1938 door Denis.